# Liste des épisodes de Greek
Cet article présente la liste des épisodes de la série télévisée américaine Greek.

## Première saison (2007-2008)
1. Vive l'université (Pilot)
2. Bizutage (Hazed and Confused)
3. Une fiancée pour Rusty (The Rusty Nail)
4. Choisir son camp (Picking Teams)
5. Rencontre volcanique (Liquid Courage)
6. Fantôme du passé (Friday Night Frights)
7. Question de choix (Multiple Choice)
8. Les Raisons du cœur (Separation Anxiety)
9. Amis-Ennemis (Depth Perception)
10. Un article compromettant (Black & White and Read All Over)
11. Nouvelles Règles (A New Normal)
12. Tripot en sous-sol (The Great Cappie)
13. Nouveaux Défis (Highway To The Discomfort Zone)
14. Guerre et Paix (War and Peace)
15. Souvenirs-Souvenirs (Freshman Daze)
16. Tourner la page (Moveon.Cartwrights)
17. Le Week-end des parents (47 Hours and 11 Minutes)
18. Élection du plus beau minet (Mr. Purr-Fect)
19. Il est interdit d'interdire (No Campus For Old Rules)
20. Crapaud ou Prince charmant (Tale Of Two Parties)
21. Presque légal (Barely Legal)
22. Spring Break (Spring Broke)

## Deuxième saison (2008-2009)
1. Profil bas (Brothers & Sisters)
2. Soirée coup de cœur (Crush Landing)
3. Soirée casino (Let's Make A Deal)
4. Études des genres (Gays, Ghosts and Gamma Rays)
5. Rébellion (Pledge Allegiance)
6. Premier pas en politique (See You Next Time, Sisters)
7. Soirée formelle (Formally Yours)
8. Vote populaire (The Popular Vote)
9. Ménage à trois (Three's a Crowd)
10. La Semaine infernale (Hell Week)
11. Une nouvelle année (Take Me Home, Cyprus-Rhodes)
12. Synergie karmique (From Rushing with Love)
13. Amour, Amitié et Règlement de comptes (Engendered Species)
14. Responsable malgré soi (Big Littles & Jumbo Shrimp)
15. L'Esprit Zêta (Evasive Actions)
16. Mariage à la Zêta (Dearly Beloved)
17. Trésors de guerre (Guilty Treasures)
18. Société secrète (Divine Secrets and the ZBZ Sisterhood)
19. Groupes d'études (Social Studies)
20. Le Chaperon (Isn't It Bro-mantic)
21. La Fête des anciens (Tailgate Expectations)
22. La Fin du monde  (At World's End)

## Troisième saison (2009-2010)
Titres FR
1. Choix et Conséquences (The Day After)
2. Nos pères (Our Fathers)
3. La Course en culotte (The Half-Naked Gun)
4. Week-end à jeun (High and Dry)
5. Le Fléau (Down on Your Luck)
6. Les Mères fondatrices (Lost And Founders)
7. Inspecteur Casey (The Dork Knight))
8. La Chute d'Evan (Fight The Power)
9. Le Vœu de Thanksgiving (The Wish-Pretzel)
10. Ami ou Ennemi ? (Friend or Foe)
11. Souviens-toi le semestre dernier (I Know What You Did Last Semester)
12. Orgueil et Conséquences (Pride & Punishment)
13. États d'âmes (Take Me Out)
14. Retour en politique (The Tortoise and the Hair)
15. Le Massacre de la Saint-Valentin (Love, Actually, Possibly, Maybe...Or Not)
16. Les Nouveaux Voisins (Your Friends and Neighbors)
17. Un choix difficile (The Big Easy Does It)
18. Retour dans les années 80 (Camp Buy Me Love)
19. Dernières Chances (The First Last)
20. Tous les enfants grandissent un jour (All Children… Grow Up)

## Quatrième saison (2011)
Titres FR
1. Mieux vaut tard que jamais (Defending Your Honor)
2. Un bizut sinon rien (Fools Rush In)
3. Le Sens de la vie (Cross Examined Life)
4. Un amour de brouteur (All About Beav)
5. Les Anciens de la fête (Home Coming and Going)
6. Lourdes conséquences (Fumble)
7. Joyeux Calvinoël (Midnight Clear)
8. Le Gêne du requin (Subclass Plagiostomi)
9. Un Bieber sinon rien !  (Agents for Change)
10. La Fin d'une ère (Legacy)